# Szeroka (Góry Sowie)
Szeroka (niem. Schmiedehau) – wzniesienie (827 m n.p.m.) w południowo-zachodniej Polsce, w Sudetach Środkowych, w Górach Sowich.
Góra położona w południowo-wschodniej części Gór Sowich, po północnej stronie Przełęcz pod Szeroką, około 3,5 km na wschód od miejscowości Przygórze.
Góra o spłaszczonym szczycie, z wyraźnym zaznaczeniem części najwyższej, z której nie widać podnóża. Stok południowy i północny dość stromy, stok wschodni i zachodni łagodny. Jest drugim co do wysokości szczytem we wschodniej części Gór Sowich. Na północnym zboczu ma swoje źródła Zamkowy Potok.
Góra zbudowana z prekambryjskich paragnejsów i migmatytów.
Wierzchołek i zbocza porasta las świerkowo-bukowy regla dolnego.
Góra położona na Obszarze Chronionego Krajobrazu Gór Sowich i Bardzkich.

## Szlaki turystyczne
Przez Szeroką przechodzą dwa znakowane szlaki turystyczne:
- czerwony – Główny Szlak Sudecki przechodzący przez szczyt, który prowadzi partią grzbietową przez całe Góry Sowie.
- niebieski – Europejski szlak długodystansowy E3 prowadzący podnóżem północno-wschodniego zbocza.